# 砂川久美子
砂川 久美子（すなかわ くみこ、1974年10月28日 - ）は、沖縄県出身の空手家・空手指導員。全世界空手道連盟新極真会所属。段位は五段。身長155cm、体重53kg。
妹の砂川美佳も新極真会所属の空手家。

## 来歴
1991年、極真会館沖縄県支部七戸道場へ入門。
1996年、初段取得。
2000年、総本部道場へ移籍、翌年同道場指導員となる。
2002年、弐段取得。
2007年、参段取得。
2011年、四段取得、同年お茶の水道場設立。
2016年、五段取得。

## 獲得タイトル
- 第4回全日本空手道女子大会フルコンタクトの部 優勝
- 第5回全日本空手道女子大会フルコンタクトの部 優勝（軽量級）